# Ruoti
Ruoti est une commune italienne d'environ 3 480 habitants située dans la province de Potenza, dans la région Basilicate, en Italie méridionale. Elle fait partie de l'aire urbaine de Potenza et de la Comunità montana Marmo Platano (littéralement marbre platane).

## Géographie
La ville de Ruoti se trouve sur une colline surplombant le fiumara d'Avigliano.

## Histoire
La découverte, dans le centre, de ruines pré-romaines en pierres calcaires de forme homogène, et la découverte, dans la localité de Fontana Bona, d'une offrande votive faisant partie d'un sanctuaire dédié à une divinité locale, datent la première présence de populations samnites à cet endroit autour du IVe ou Ve siècle av. J.-C.
Au VIe siècle av. J.-C., le centre fut édifié le long d'une ancienne route qui reliait Métaponte à la vallée du Sele. Ruoti a été un bastion lombard appartenant au Comté de Conza et fut par la suite cédée par les Normands au Comté de Conversano. Différents seigneurs se succèderont dans ce fief et, pendant la période angevine, il sera dominé d'abord par les Sanseverino puis par les Ferillo di Muro. En 1511, il accueille également une colonie de réfugiés albanais. En 1583, il fut dominé par les Caracciolo, et c'est précisément pendant ce temps que Ruoti obtient le statut de ville. Enfin, la ville appartint aux Capece Minutolo, puis aux Ruffo di Bagnara.

## Administration
| Période                                  | Période               | Identité               | Étiquette                 | Qualité |
| ---------------------------------------- | --------------------- | ---------------------- | ------------------------- | ------- |
| ?                                        | 1861                  | Nicola PISANTI         |                           |         |
| 1862                                     | 1863                  | Giuseppe ERRICO        |                           |         |
| 1862                                     | 1863                  | Domenico COSTANTINO    |                           |         |
| 21 novembre 1993                         | 1997                  | Salvatore PASQUARIELLO | Lista P.popolare Italiano |         |
| 16 novembre 1997                         | 1er mai 2006 (décédé) | Giuseppe SALINARDI     | Lista Civica              |         |
| 28 mai 2007                              | 2017                  | Angelo SALINARDI       | Lista Civica              |         |
| 12 juin 2017                             | En cours              | Anna Maria SCALISE,    | Lista Civica              |         |
| Les données manquantes sont à compléter. |                       |                        |                           |         |

### Communes limitrophes
- Avigliano ;
- Baragiano ;
- Bella ;
- Picerno ;
- Potenza.

## Démographie
| 1861  | 1871  | 1881  | 1901  | 1911  | 1921  | 1931  |
| ----- | ----- | ----- | ----- | ----- | ----- | ----- |
| 3 848 | 3 817 | 3 711 | 2 963 | 2 705 | 2 833 | 3 550 |

| 1936  | 1951  | 1961  | 1971  | 1981  | 1991  | 2001  |
| ----- | ----- | ----- | ----- | ----- | ----- | ----- |
| 3 662 | 4 100 | 4 017 | 3 664 | 3 464 | 3 777 | 3 687 |

| 2009  | - | - | - | - | - | - |
| ----- | - | - | - | - | - | - |
| 3 542 | - | - | - | - | - | - |